# Cyclosa berlandi
Cyclosa berlandi Levi, 1999 è un ragno appartenente alla famiglia Araneidae.

## Etimologia
Il nome proprio della specie è in onore dell'aracnologo francese Lucien Berland (1888-1962), originario descrittore di alcuni esemplari di questa specie, cui però diede un nome già presente nell'ambito del genere

## Caratteristiche
Un esemplare femminile rinvenuto è di dimensioni: cefalotorace lungo 1,7mm, largo 1,1mm; opistosoma lungo 2,5mm.

## Distribuzione
La specie è stata reperita negli USA (Texas e California) e in diverse località della fascia che va dall'isola di Hispaniola fino all'Ecuador: Messico (Chihuahua, Sonora, Baja California); Hispaniola (isla Saona); Colombia (Magdalena, Cundinamarca; Ecuador (Pichincha).

## Tassonomia
La denominazione originaria Cyclosa trituberculata Berland, 1913 era già stata adoperata da Lucas nella descrizione di alcuni esemplari (Cyclosa trituberculata, Lucas, 1846) poi rivelatisi sinonimi di Cyclosa insulana (Costa, 1834) a seguito di un lavoro di Roewer del 1942. Ciò ha reso necessario il cambio di denominazione in C. berlandi attuato dal descrittore.
Al 2013 non sono note sottospecie e dal 1999 non sono stati esaminati nuovi esemplari.